# Bataille de Bint Jbeil
Conflit israélo-libanais de 2006
Batailles
- Bataille de Maroun al-Ras
- Bataille de Bint Jbeil
- Bataille d'Ayta ash-Shab
- Raid de Tyr
- Bataille de Marjayoun

La bataille de Bint-Jbeil a été l'une des principales batailles de l'offensive Litani du conflit israélo-libanais de 2006. 
Il consistait en une série d'actions militaires et des affrontements dans la ville sud du Liban de Bint-Jbeil, considéré comme le bastion du Hezbollah dans le sud. La ville est à trois kilomètres de la frontière israélienne. La bataille a commencé le 24 juillet 2006, lorsque les Forces de défense israéliennes ont approché la ville.

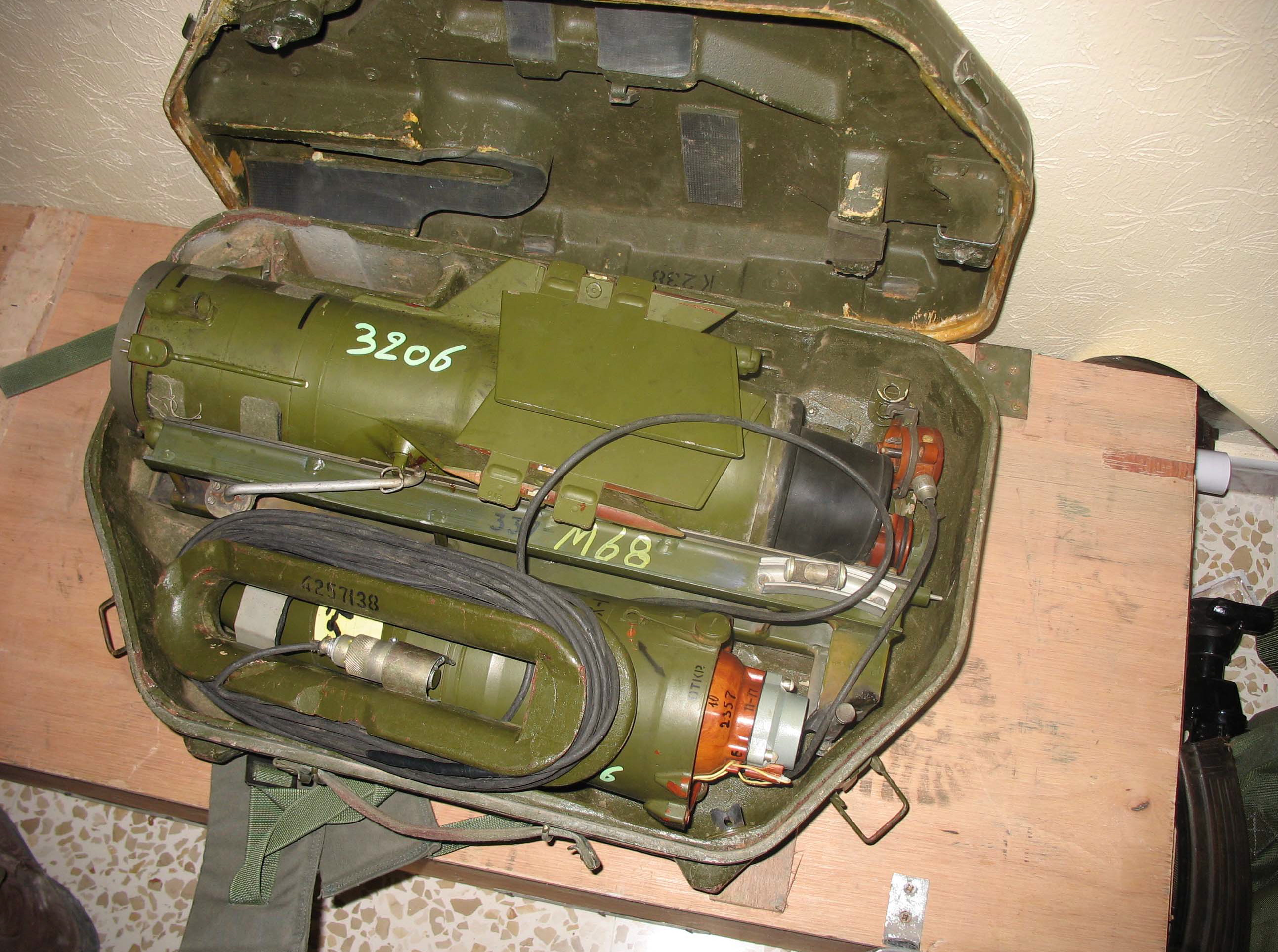
Armes du Hezbollah saisies par les Israéliens après la bataille.